# 速克達

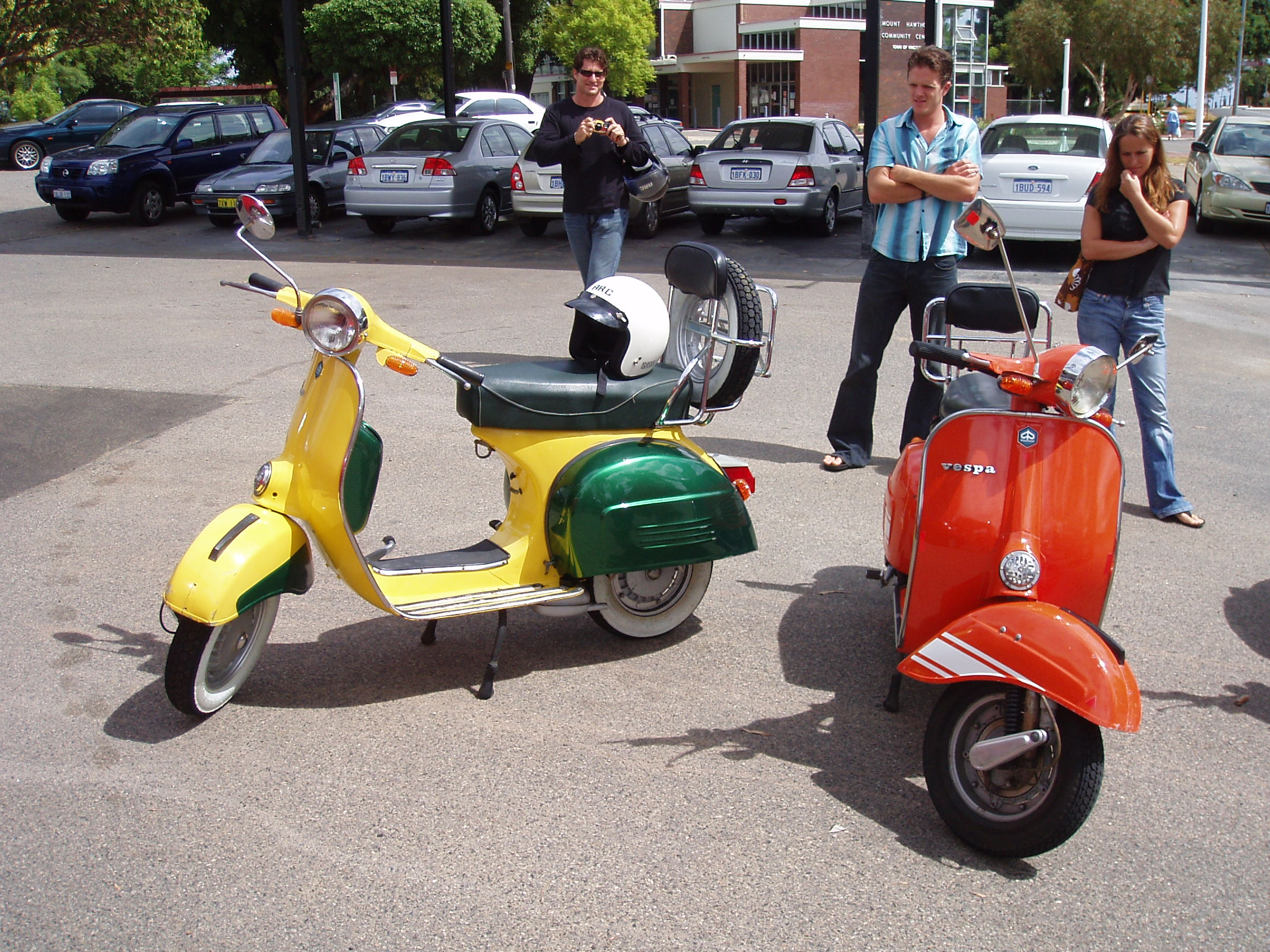
偉士牌速克達，攝於西澳州的珀斯

速克达（英語：Scooter），是一種具有下管式或低梁式车架、无需驾驶者操作离合器杆即可换挡的变速箱、以及脚部平台的摩托車。它始於20世紀初，二次大戰後由義大利偉士牌帶動流行起來。
21世紀初義大利Marabese Design公司旗下的Quadro公司發展出新型三輪速克達，研發出讓前二輪可傾斜過彎的專利懸吊設計，義大利Adiva公司則推出可折疊式敞篷車頂的新型兩輪與三輪速克達。使得它更像一輛單人汽車。

## 歷史
1900年代左右，與踏板摩托車车類似的摩托車車型已經出現。第二次世界大戰結束後，意大利伟士牌的踏板摩托車成為行業標準，而且於1946年4月成功申請專利。

## 特徵
采用坐式车架

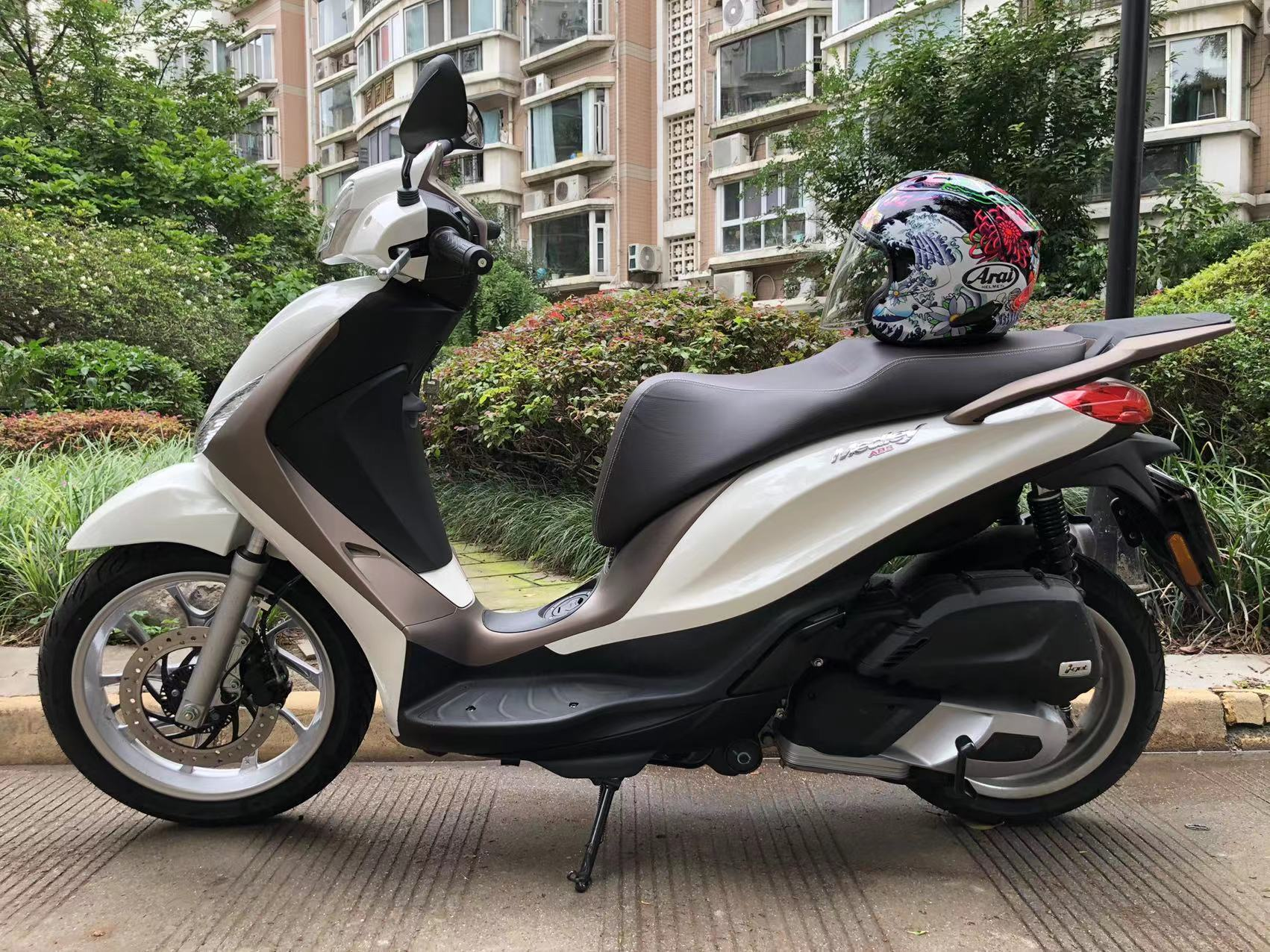
踏板式摩托车（比亚乔）

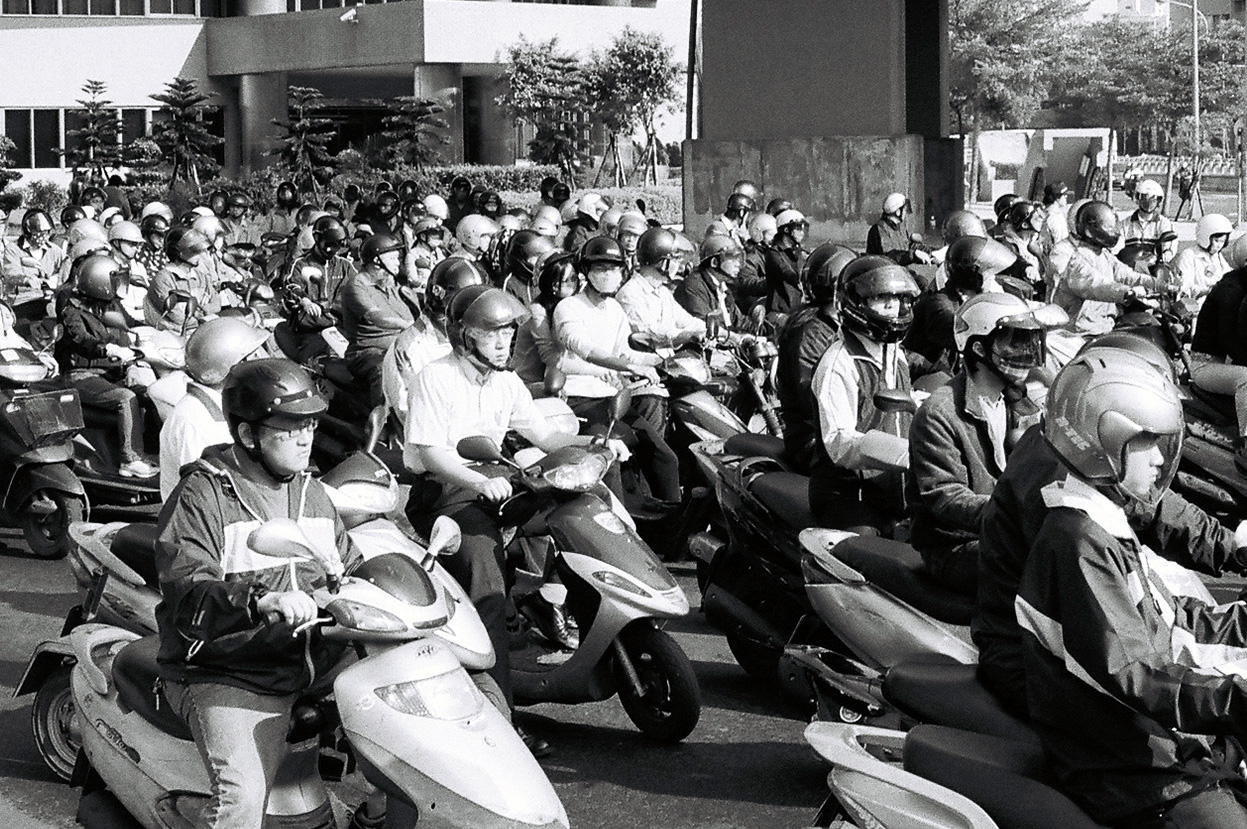
机车，摩托車在台湾的通称。

，一般为小輪徑輪胎，重心低，座位前方通常有置物踏板，通常在座位下或踏板前方有置物箱和油箱，引擎也設置在此處，通常均有車殼將主要機械構造如引擎等包覆在內，傳動方式目前絕大多數採用無段自動變速箱（早期仍有採用手動變速的車型）。

## 排放
有研究发现，两冲程循环50 cc的轻便摩托车所排放的碳氢化合物和颗粒物是欧3汽车标准的十到三十倍。在热那亚，自2019年起，1999年之前生产的两冲程循环踏板摩托车被禁止上路。

## 管制

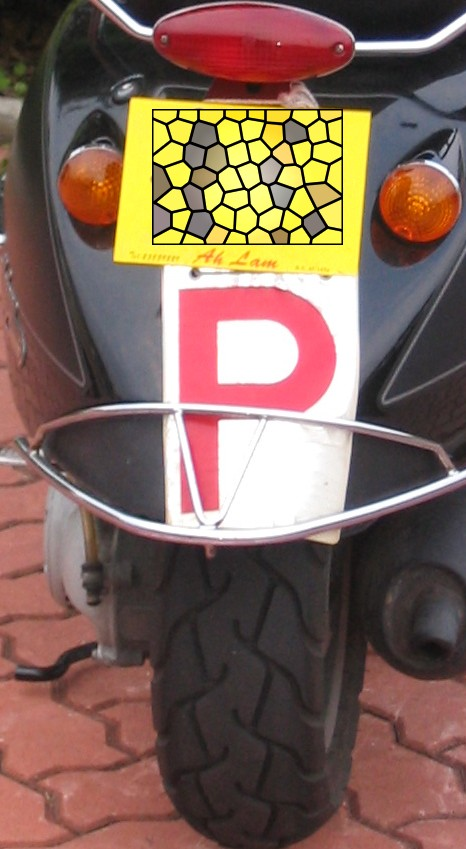
掛上暫准駕駛執照的香港速克達

在世界大部分地区，踏板车的驾照要求比汽车更宽松、费用更低，保险通常也更便宜。很多司法區域都沒有對速克達的明確定義，而且不同司法區域對速克達的管制不一。

## 外部連接
- 中的“速克達”